# Jungfernfahrt

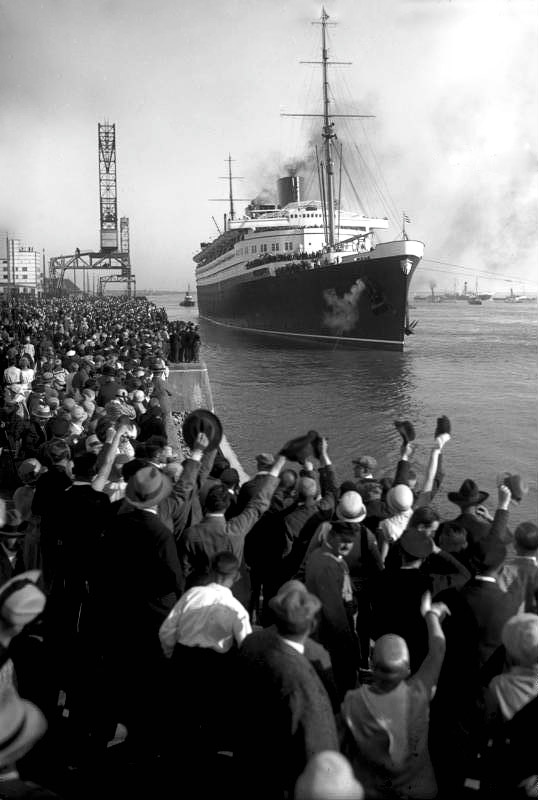
Die Bremen läuft 1929 zu ihrer Jungfernfahrt aus

Als Jungfernfahrt wird die erste Fahrt eines Wasser- oder Landfahrzeuges unter realen Bedingungen bezeichnet. Der analoge Ausdruck Jungfernflug bezeichnet den Erstflug eines Flugzeuges oder Luftschiffes.
Nach Konstruktion und Bau muss sich bei der ersten Fahrt beweisen, ob sich das Schiff wirklich auch bewährt. Der Jungfernfahrt gehen in der Regel Versuche sowie umfangreiche Tests voraus.

## Schiffsuntergänge auf der Jungfernfahrt
- Die schwedische Galeone Vasa sank am 10. August 1628 auf ihrer Jungfernfahrt. Das fehlerhaft konstruierte Schiff kenterte nach einem Windstoß nach einer Strecke von 1300 m und einer Fahrtdauer von etwa 20 Minuten noch im Hafen. Es blieb dadurch gut erhalten und ist heute als Museumsexponat zu besichtigen.
- Der Raddampfer Amazon sank 1852 auf seiner Jungfernfahrt über den Atlantik nach einem Brand an Bord, 104 der 163 Menschen an Bord kamen um.
- Die Tayleur sank am 21. Januar 1854 während ihrer Jungfernfahrt nach Kollision mit einem Felsen. 362 der 652 Menschen an Bord starben.
- Die City of Philadelphia sank 1854 bei ihrer Jungfernfahrt vor Cape Race.
- Am 15. April 1912 sank das britische Passagierschiff Titanic auf seiner Jungfernfahrt nach der Kollision mit einem Eisberg. Rund 1500 Menschen kamen ums Leben.
- Das dänische Schiff Hans Hedtoft kollidierte am 30. Januar 1959 auf dem Rückweg von seiner Jungfernfahrt vor der Westküste Grönlands mit einem Eisberg und sank. Alle 95 Menschen an Bord kamen ums Leben.
- Der japanische Autotransporter Reijin sank im April 1988 vor Portugal; als erste und bislang einziger seiner Art.